# Zona Río

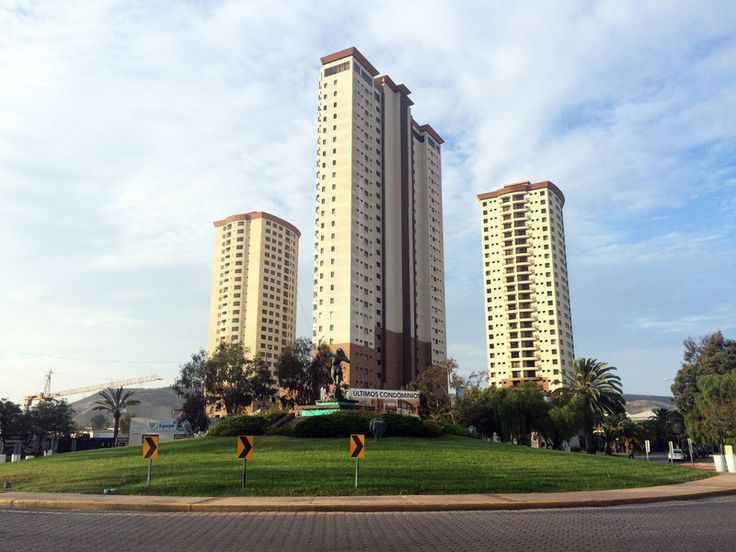
Torres New City

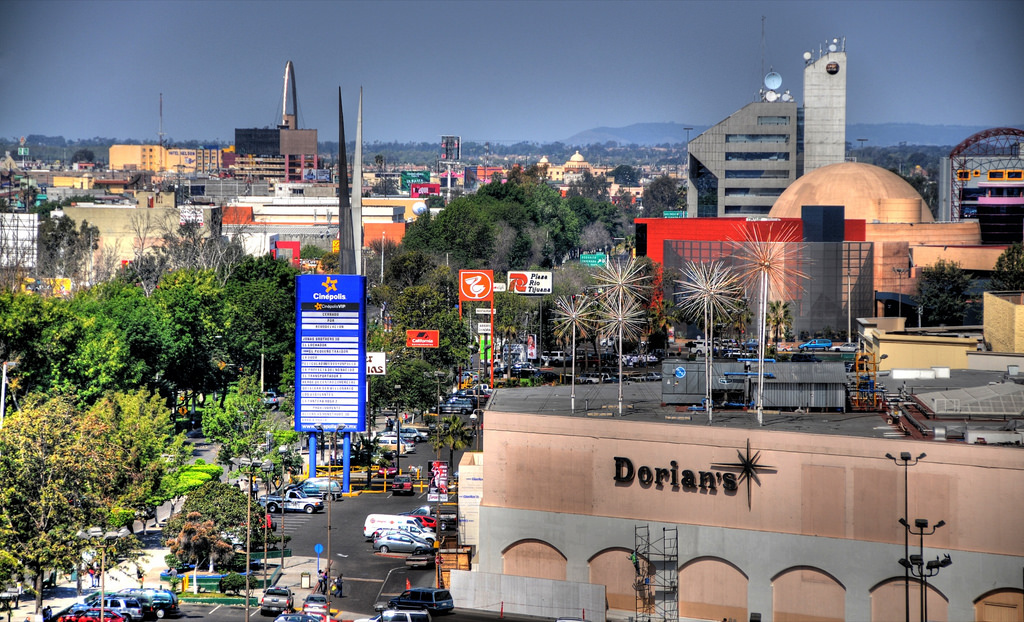
Vista de la Zona Río incl. Plaza Río desde el Hotel Camino Real, 2005

La Zona Río es el distrito financiero más importante de la metrópoli de Tijuana, y el cuarto más importante de México, después de Ciudad de México, Monterrey y Guadalajara. Esta zona está localizada en un punto estratégico, al norte de la metrópoli, a 1,6 km de la línea fronteriza que separa México de San Diego, California. Pertenece a la delegación Centro y es la cara moderna de la metrópoli. De ella parten vialidades rumbo al resto del municipio y al Aeropuerto Internacional de Tijuana. Este distrito financiero tiene hoteles, restaurantes, edificios, plazas comerciales (Plaza Río y otros), condominios, hospitales, áreas deportivas, grandes avenidas, el Centro Cultural Tijuana y comercio mexicano y estadounidense. Los edificios más altos son las cuatro torres de New City, Grand Hotel Tijuana y Green View Tower.

### Orígenes de la Zona Urbana Río
Desde inicios de la década de 1960, diferentes niveles gubernamentales mostraron su interés y preocupación por transformar la zona que actualmente ocupa la Plaza Río, en un área con alto potencial comercial y de desarrollo urbano. Para ello, se realizaron estudios y obras de tratamiento del lecho del Río, así como su posterior canalización. La presencia del asentamiento de invasión conocido como "Cartolandia" fue otro de los factores que motivaron la intervención sobre la zona, pues se consideraba que representaba una imagen negativa y un obstáculo para el desarrollo de la metrópoli. Cartolandia fue desalojada en 1973. En total fueron urbanizadas 283.97 hectáreas sobre las cuales se construyeron nuevas viviendas, locales comerciales y una vía rápida.